# Colony of Birchmen
Colony of Birchmen è il quarto singolo estratto da Blood Mountain, il terzo album della band statunitense Mastodon.
Ad oggi è il singolo di maggior successo della band, capace di raggiungere la 33ª posizione della Billboard Magazine's Mainstream Rock Chart, la canzone inoltre è stata suonata al Late Night with Conan O'Brien nella puntata del 1º novembre 2006 e ha ricevuto una nomination per i Grammy Awards nella categoria "Best Metal Performance".
Il titolo è un tributo alla canzone dei Genesis The Colony of Slippermen, infatti il batterista della band Brann Dailor ha dichiarato che The Lamb Lies Down on Broadway, album nel quale è contenuta la canzone, è il suo preferito di sempre.
La canzone è inoltre presente tra quelle disponibili nel videogioco Rock Band 2 e nella colonna sonora di Saint's Row 2.

## Tracce
1. Colony of Birchmen − 4:11
2. Iron Tusk (live) − 2:50
3. Naked Burn

## Formazione
- Brent Hinds - chitarra elettrica, voce
- Bill Kelliher - chitarra
- Troy Sanders - basso, voce
- Brann Dailor - batteria